# Małgorzata Krasińska
Małgorzata Krasińska (* 1938) ist die Leiterin der Arbeitsgruppe Wisentökologie am Institut für Säugetierforschung der Polnischen Akademie der Wissenschaften und arbeitet im Nationalpark Białowieża. Sie ist auf die Biologie und Ökologie der Wisente spezialisiert und hat im Urwald von Białowieża vor allem die Morphologie und Ökologie der dort in freier Wildbahn lebenden Populationen erforscht. Sie ist dort tätig, seit sie 1961 ihr Studium an der Veterinär-Fakultät der Hochschule für Landwirtschaft in Warschau beendet hat. Bis 1976 hat sie sich vor allem mit der Kreuzung von Wisenten mit Hausrindern beschäftigt. Sie ist unter anderem Mitverfasserin der Regeln für den Schutz und die Wiederaufzucht von Wisenten und Mitglied der IUCN/SSC Bison Specialist Group.
Sie ist mit ihrem früheren Kommilitonen Zbigniew Krasiński verheiratet, der wie sie in der Wisentforschung tätig ist.

## Veröffentlichungen (Auswahl)
- Małgorzata Krasińska und Zbigniew Krasiński: Der Wisent, Die Neue Brehm-Bücherei Band 74, Westarp Wissenschaften, Hohenwarsleben 2008, ISBN 978-3-89432-481-0

| Personendaten    | Personendaten         |
| ---------------- | --------------------- |
| NAME             | Krasińska, Małgorzata |
| KURZBESCHREIBUNG | polnische Zoologin    |
| GEBURTSDATUM     | 1938                  |